# Parafia św. Jadwigi w Białogardzie
Parafia pw. św. Jadwigi w Białogardzie – parafia należąca do Dekanatu Białogard, diecezji koszalińsko-kołobrzeskiej, metropolii szczecińsko-kamieńskiej. Została utworzona 21 stycznia 1982 roku. Siedziba parafii mieści się przy ulicy Świdwińskiej.

## Miejsca święte

### Kościół parafialny
Kościół pw. św. Jadwigi w Białogardzie
Kościół parafialny został wybudowany w latach 1991–1995, konsekrowany 16 października 1994 roku. 

### Kościoły filialne i kaplice
- Kaplica pw. Niepokalanego Poczęcia Najświętszej Maryi Panny w domu Sióstr Albertynek w Białogardzie
- Kościół św. Jerzego w Białogardzie
- Kościół pw. Najświętszej Maryi Panny Królowej Polski w Łęcznie